# FIXER
『FIXER』（フィクサー）は、日本の歌手中森明菜の24枚目のスタジオ・アルバム。このアルバムは2015年12月30日にユニバーサル ミュージック ジャパンの社内レーベル・ユニバーサルJ（現：ポリドール）よりリリースされた (CD: UPCH-2068 , CD+DVD: UPCH-7095)。

## 背景
『FIXER』は、中森が2014年12月に音楽活動を再開してから初めてリリースされた、通算24枚目のスタジオ・アルバムである。このアルバムは2015年12月30日に通常盤（CD: UPCH-2068）、初回限定盤（CD+DVD: UPCH-7095）の2形態で同時発売され、2016年1月6日からは通常盤のデジタル・ダウンロード配信も開始された。スタジオ・アルバムのリリースは、2009年8月発売の前作『DIVA』以来およそ6年4か月振りで、本作の帯コピーは「歌姫復活!! 6年振りのオリジナルアルバム 2015年ベストソング集」であった。うち、初回限定盤には本作の制作風景を収録したDVDが付属し、通信販売での先着購入者にはB2ポスターが特典として封入された。本作のディスクジャケットは、中森の顔写真を左右対称にシンメトリー加工したものが使われており、初回限定盤と通常盤でそれぞれ絵柄が異なる。
このアルバムでの中森のボーカルは繊細な裏声中心で随所に地声をスパークさせており、サウンドは最新のEDMをベースにしつつ、無機質にならないようにラテン風味も織り交ぜて情熱的に仕上げた。レコーディングはカリフォルニア州など4つの州を移動しながら行われ、制作期間は2014年夏からおよそ1年に及んだという。このアルバムのベースは、中森が制作中に生活した土地の匂いや感覚がもとになっている。このアルバムでの中森の妖艶な世界観や印象深い歌声が映画関係者の耳にとまり、本作のタイトル曲の「FIXER -WHILE THE WOMEN ARE SLEEPING-」はビートたけし、西島秀俊らが出演する映画「女が眠る時」のイメージソングとして採用された。中森のオリジナル楽曲が映画挿入歌となるのは1991年に「二人静 -「天河伝説殺人事件」より」が角川映画「天川伝説殺人事件」の主題歌となって以来およそ24年振りで、同映画予告編のタイトルコールも中森が担当している。

## シングル
「Rojo -Tierra-」が本作からのリード・シングルとして2015年1月21日に発売された。この楽曲は2015年2月2日付のオリコン週間シングルチャートで8位を獲得し、「月華」（1994年10月17日付）以来およそおよそ20年4か月振りに同チャートでのトップテン入りを果たした。この楽曲は本アルバムではオリジナル音源とアルバム・バージョンの2パターンが収録され、それぞれ2曲目、12曲目に配置されている。続いて、「unfixable」が本作から2作目のシングルとして2015年9月30日にリリースされた。この楽曲も本作ではオリジナル音源とアルバム・バージョンの2パターンの収録となっており、それぞれ4曲目、13曲目に配置されている。なお、アルバム・バージョンはボーナストラックとしての収録であるため、本作の公式サイトや裏ジャケットでは「Re-birth」までの11曲の記載となっている。さらに、2016年2月24日にはタイトル曲の「FIXER -WHILE THE WOMEN ARE SLEEPING-」が本作から3作目のシングルとしてシングルカットされた。

## 批評
『MusicVoice』の木村陽仁は本作について、「EDMはアルバムの序章」とした上で、「EDMがふんだんに展開されているのは大まかに前半の4曲で、その後の楽曲にはアクセントとしてエレクトロニックサウンドが使用され、ピアノやアコギ、弓、ハープ、ヴァイオリンといった多彩な音色が入る」と曲のイメージを記した。そして「様々な楽曲や音楽を取り入れる多様性は、埋もれない歌唱力の高さとアレンジ力があってこそ成り立つが、同時に明菜のぶれない内側の情熱と繊細さ、歌に向き合う強い意志が必要である」と批評した。また、音楽家の榊原真久は「これはまさに全ての音楽ファンに聴かせたい名盤と、胸を張って言える素晴らしいアルバム」と絶賛、「ベテラン歌手が無理に若ぶった感もなく、実に自然に音との融和を見せている」とコメントした。

## チャート成績
このアルバムは初週約0.9万枚を売り上げ、2016年1月11日付のオリコン週間アルバムチャートで最高順位となる7位を記録した。これにより中森は『la alteración』（1995年8月7日付）以来およそ20年5か月振りにスタジオ・アルバムでのトップテン入りを果たした。配信部門では、2016年1月6日付のレコチョクデイリーランキングで1位を獲得。中森の作品が同チャートで1位を獲得するのは本作が初となる。

## 収録曲
| #         | タイトル                                 | 作詞                                                         | 作曲                                                         | 編曲                                                         | 時間  |
| --------- | ---------------------------------------- | ------------------------------------------------------------ | ------------------------------------------------------------ | ------------------------------------------------------------ | ----- |
| 1.        | 「FIXER -WHILE THE WOMEN ARE SLEEPING-」 | Miran, Dream Productions, Brian Lee                          | Miran, Dream Productions, Brian Lee                          | Miran, Dream Productions, Brian Lee                          | 3:04  |
| 2.        | 「Rojo -Tierra-」                        | 川江美奈子, Miran:Miran                                      | 浅倉大介                                                     | 浅倉大介, 鳥山雄司                                           | 6:00  |
| 3.        | 「Endless Life」                         | 中嶋ユキノ                                                   | koshin                                                       | koshin                                                       | 4:30  |
| 4.        | 「unfixable」                            | Hilde Wahl, Anita Lipsky, Tommy Berre, Marietta Constantinou | Hilde Wahl, Anita Lipsky, Tommy Berre, Marietta Constantinou | Hilde Wahl, Anita Lipsky, Tommy Berre, Marietta Constantinou | 3:17  |
| 5.        | 「La Vida」                              | izumi                                                        | koshin                                                       | koshin, 沖仁                                                 | 4:38  |
| 6.        | 「雨月」                                 | 新屋豊                                                       | 新屋豊                                                       | 新屋豊                                                       | 4:11  |
| 7.        | 「とどけたい 〜voice〜」                 | 中村吏沙                                                     | ヒロイズム, SHIROSE from WHITE JAM                           | 華原大輔                                                     | 5:18  |
| 8.        | 「欲動」                                 | 水樹恵也                                                     | Jeff Miyahara, Kuraaki Hori                                  | Jeff Miyahara, Kuraaki Hori                                  | 3:23  |
| 9.        | 「kodou」                                | 中嶋ユキノ                                                   | 宗本康兵                                                     | 宗本康兵                                                     | 4:00  |
| 10.       | 「Lotus」                                | 新屋豊                                                       | 新屋豊                                                       | 新屋豊                                                       | 4:28  |
| 11.       | 「Re-birth」                             | 川江美奈子                                                   | 中土智博                                                     | 中土智博                                                     | 4:54  |
| 12.       | 「Rojo -Tierra- (Album Version)」        |                                                              |                                                              |                                                              | 8:15  |
| 13.       | 「unfixable (Album Version)」            |                                                              |                                                              |                                                              | 7:00  |
| 合計時間: | 合計時間:                                | 合計時間:                                                    | 合計時間:                                                    | 合計時間:                                                    | 63:20 |

| #         | タイトル                                       | 作詞      | 作曲・編曲 | 備考           | 時間 |
| --------- | ---------------------------------------------- | --------- | ---------- | -------------- | ---- |
| 1.        | 「FIXER -WHILE THE WOMEN ARE SLEEPING- VIDEO」 |           |            | 初回限定盤のみ | 3:05 |
| 合計時間: | 合計時間:                                      | 合計時間: | 3:05       |                |      |

## クレジット
「FIXER」のライナー・ノーツより
参加ミュージシャン
| - 浅倉大介：デジタル・プログラミング (M-2) - 鳥山雄司：ギター (M-2) - 川瀬正人：パーカッション (M-2) - 佐藤唯史：パーカッション (M-2) - 沖仁：フラメンコギター、パルマ (M-5) - 石塚隆充：パルマ (M-5) - ホセ・コロン：パルマ (M-5) - 宗本康兵：ピアノ (M-9) | - 野崎真助：ドラム (M-9) - 美久月千晴：ベース (M-9) - 外園一馬：ギター (M-9) - 若森さちこ：パーカッション (M-9) - 中嶋ユキノ：コーラス (M-9) - 岩丸正：ドラム (M-11) - 中西亮輔：ストリングスアレンジ (M-11) - 室屋光一郎ストリングス：ストリングス (M-11) |

スタッフ
| - レコーディング & ミキシング・エンジニア：Rick Anderson - マスタリング・エンジニア：Tom Coyne (Sterling Sound) - DVD編集：Tomoyo Yoneda - オーサリング：JVCKENWOOD VIDEO TECH, LTD - アートディレクター：Youhei Yamamoto (ING) - スタイリング：Wendy Turner - クリエイティブ・ディレクター：Souki Tanaka (ING) - アートワーク・コーディネーション：Takao Shimizu (UNIVERSAL MUSIC LLC) | - Faithway：Yumiko Kawabata - A&R: Max Seaman - アーティスト・プロモーション：Kazumasa Takase、Nahoko Matsubayashi、Shigeko Gojo (UNIVERSAL J) - セールス・プロモーション：Naoko Iwasaki (UNIVERSAK MUSIC LLC) - Label Head：Junichi Mori (UNIVERSAL MUSIC LLC) - エグセグティブ・プロデューサー：Naoshi Fujikura (UNIVERSAL MUSIC LLC)、Masahiko Kazumoto (UNIVERSAL J) - エグセグティブ・プロデューサー & ディレクター：Don Flamingo |

## リリース履歴
| 発売日         | レーベル      | 規格   | 品番        | 備考                        |
| -------------- | ------------- | ------ | ----------- | --------------------------- |
| 2015年12月30日 | ユニバーサルJ | CD     | UPCH-2068   | 通常盤                      |
| 2015年12月30日 | ユニバーサルJ | CD+DVD | UPCH-7095   | 初回限定盤                  |
| 2017年5月3日   | ユニバーサルJ | UHQCD  | UPCH-7287   | 限定盤                      |
| 2023年5月31日  | ユニバーサルJ | CD     | UPCY-7843   | スペシャルプライス再発盤    |
| 2023年12月13日 | ユニバーサルJ | LP     | UPJY-9352/3 | 初アナログLP化、2枚組限定盤 |

## 参照
1. 1 2  “中森明菜 -UNIVERSAL MUSIC JAPAN”. 2015年12月30日閲覧。
2. 1 2  “中森明菜、アルバム「FIXER」が初のレコチョクデイリーランキング1位獲得”.  エキサイト (2016年1月8日). 2016年1月8日閲覧。
3. ↑  “中森明菜、完全復活も近い！？６年４カ月ぶりオリジナル盤発売決定”. 2015年12月24日閲覧。
4. 1 2 3  『FIXER』（12cmCD）ユニバーサルJ、2015年12月30日。UPCH-2068。
5. ↑  “ニューアルバム『FIXER』の発売を記念してポスター特典決定”.   ユニバーサルJ (2015年12月24日). 2016年1月6日閲覧。
6. ↑  “「大ヒット盤」中森明菜『ＦＩＸＥＲ』 ６年ぶりオリジナルで答えを出した”.  福井新聞 (2016年1月13日). 2016年2月3日閲覧。
7. ↑  “【時代のサカイ目】新アルバムに見えた明菜の"覚悟"”.  ZAKZAK (2016年1月20日). 2016年2月13日閲覧。
8. ↑  “中森明菜、6年ぶりのオリジナルアルバム『FIXER』ジャケット写真公開”. 2015年12月25日閲覧。
9. ↑  カバー曲では2007年に「いい日旅立ち」（山口百恵のカバー）が「旅の贈りもの 0:00発」の主題歌になっている
10. ↑  “【オリコン】中森明菜、シングル20年ぶりTOP10”.  オリコン (2015年1月27日). 2016年1月6日閲覧。
11. ↑  “中森明菜、新曲はポルノ晴一が提供 “桜ソング”2・24発売”.  オリコン (2016年2月8日). 2016年2月23日閲覧。
12. ↑  “中森明菜「心身共に復活」を裏付ける６年ぶりオリジナル盤　「今」を投影する「音楽の多様性」”. 2016年1月8日閲覧。
13. ↑  “中森明菜『FIXER』音楽家 榊原真久”. 2016年1月26日閲覧。
14. ↑  “【オリコン】“歌姫健在”中森明菜、新アルバム20年半ぶりTOP10”.  オリコン (2016年1月6日). 2016年1月6日閲覧。